# Museo civico di Tolfa
Il Museo civico di Tolfa è un museo del comune di Tolfa, nella città metropolitana di Roma. 
 Inaugurato ad aprile del 1954, espone diversi reperti tutti riferiti al territorio comunale.

## Descrizione
Il museo è ospitato nell'ex Convento dei Padri Agostiniani. L'esposizione tende a conservare e valorizzare l'identità storico culturale di Tolfa e del suo territorio.
L'offerta museale si sviluppa lungo il percorso storico rappresentato dalla sezione etrusca, da quella romana e da quella medievale. Nella sezione etrusca sono esposti, tra l'altro, i ritrovamenti della Necropoli della Riserva del Ferrone.